# Johann Anton Joachim Grimm
Johann Anton Joachim Grimm, russ. Антон Иоахим Гримм (* 19. August 1792 in Lübeck; † 18. Dezemberjul. / 30. Dezember 1846greg. in St. Petersburg) war ein deutscher Altphilologe in russischen Diensten.

## Leben
Johann Anton Joachim Grimm war ein Sohn des Kaufmanns und schwedischen Agenten (Konsuls) in Lübeck Johann Anton Grimm und dessen Frau Catharina, geb. von Hückelhöven (Huickelhoven, aus Riga). Er besuchte das Katharineum zu Lübeck bis zu seinem Abschluss Ostern 1811 und studierte Philologie an den Universitäten Göttingen und Berlin, besonders bei August Boeckh. 1815 wurde er in Berlin mit einer Dissertation zu den Platonischen Briefen zum Dr. phil. promoviert.
1816 kam er als Hauslehrer nach St. Petersburg. 1825 ging er auf Reisen, lebte von 1827 bis 1830 in Riga als Hauslehrer und Privatgelehrter und zog 1830 ganz nach St. Petersburg, wo er als Professor der Lateinischen Literatur am Pädagogischen Haupt-Institut (heute Staatliche Universität Sankt Petersburg) tätig war. Er veröffentlichte zahlreiche Artikel in der  St. Petersburgschen Zeitschrift.
Grimm war verheiratet mit Gertrud Alexandrine Auguste, geb. von Huickelhoven, seiner Cousine (* 1811 in Riga; † 1858 ebenda).
Er wurde auf dem Lutherischen Teil des Smolensker Friedhofs beigesetzt; sein Grabmal ist erhalten.

## Auszeichnungen
- Titel Staatsrat (Klasse 5 der Rangtabelle)
- St.-Annen-Orden, 3. Klasse (1836)[4]

## Schriften
- De epistolis Platonicis, utrum genuinae sint an suppositiciae. Disquisition critica. Berlin 1815 (Digitalisat)
- Grabrede auf den ewig denk würdigen Patriarchen Konstantinopels Gregorius, gesprochen zu Odessa am 19. Juni 1821. Uebers. von A. Grimm. Mit dem neugriechischen Original. St. Petersburg: Veh 1824 (Digitalisat)
- Oratio, qua in solemnibus die VI m. Dec. a. 1833. Imperatoris Nicolai I nomine insignis etc. 1835